# 湿T恤比赛

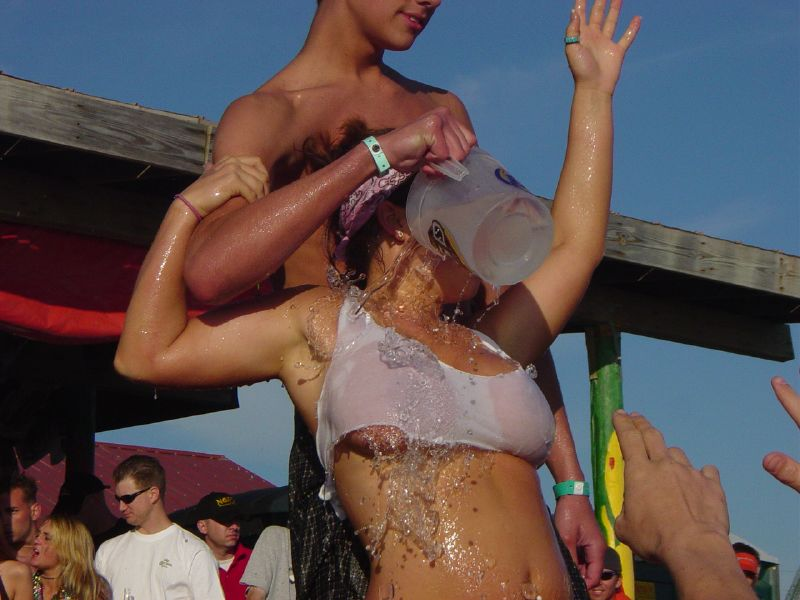
着露腹短上衣之湿T恤比赛參與者，於佛羅里達巴拿馬市海灘，2004年。

湿T恤比赛是一種涉及裸露傾向的比賽，通常由夜總會、酒吧或度假村的年輕女性參與。 參賽者通常穿著薄的白色或淺色T恤，下面不著其他衣物。 然後將水（通常是冰水）噴灑或倒在胸部，使T恤變成半透明並緊貼胸部。 相對較少的男性比賽是wet boxer比賽，有時在同性戀酒吧舉行。

## 爭論

### 未成年選手
2002年，少女莫尼卡·皮平为她的容貌向联邦起诉花花公子娱乐，安海斯-布希公司，Deslin酒店，百思买，和上一年与代托纳比奇湿T恤大赛有关联的其他公司，那时她已是一个十六岁的少女在佛罗里达的普兰特城中学。皮平在跳舞比赛中赤裸着上身，并让男人用水壶向她裸露的胸部倒水。在她表演后，画面开始出现在录像和有线电视上，一个邻居提醒皮平的父母雇请了律师。虽然皮平在法庭上承认她对比赛的组织者隐瞒了她的年龄，但她的律师声称，作为一名未成年人，她没有同意表演或拍摄裸照的权利。皮平与花花公子和安海斯-布希在内的公司于2006年4月达成和解。